# József Nagy (ur. 1960)
József Nagy (ur. 21 października 1960 w Nádasd) – węgierski piłkarz grający na pozycji prawego pomocnika.

## Kariera klubowa
Karierę piłkarską Nagy rozpoczął w klubie Nádasdi KSK. W 1975 roku przeszedł do Haladásu Szombathely, a w 1979 roku awansował do kadry pierwszej drużyny i zadebiutował w niej w pierwszej lidze węgierskiej. Przez lata był podstawowym zawodnikiem Haladásu, ale nie odniósł z nim sukcesów w lidze i w Pucharze Węgier. Łącznie rozegrał w nim 189 meczów i strzelił 27 goli. W 1989 roku odszedł do Sabarii SE, a w 1990 roku zakończył karierę.

## Kariera reprezentacyjna
W reprezentacji Węgier Nagy zadebiutował 11 grudnia 1985 roku w wygranym 3:1 towarzyskim spotkaniu z Algierią i było to jego jedyne spotkanie w kadrze narodowej. W 1986 roku został powołany przez selekcjonera Györgya Mezeya do kadry na Mistrzostwa Świata w Meksyku. Na tym turnieju pełnił rolę rezerwowego.